# Cacomantis castaneiventris
El cuco ventricastaño, cuco vientre castaño, cucu de vientre castaño o cucu de vientre castañéo (Cacomantis castaneiventris) es una especie de ave cuculiforme de la familia Cuculidae que vive en Nueva Guinea y noreste de Australia.

## Distribución y hábitat
Se extiende por las selvas de regiones bajas y manglares de toda la isla de Nueva Guinea, tanto en la zona de Indonesia como en la de Papúa Nueva Guinea, además de las islas circundantes y las costas del norte de Queensland, Australia.